# Halowe mistrzostwa Azji w lekkoatletyce
Halowe mistrzostwa Azji w lekkoatletyce – halowe zawody lekkoatletyczne organizowane przez Azjatyckie Stowarzyszenie Lekkoatletyczne począwszy od roku 2004. Impreza odbywa się w sezonie zimowym regularnie co 2 lata.

## Edycje
| Edycja | Gospodarz | Hala                    |
| ------ | --------- | ----------------------- |
| 2004   | Teheran   | Aftab Enghelab          |
| 2006   | Pattaya   |                         |
| 2008   | Doha      | Aspire Dome             |
| 2010   | Teheran   | Aftab Enghelab          |
| 2012   | Hangzhou  |                         |
| 2014   | Hangzhou  |                         |
| 2016   | Doha      | Aspire Dome             |
| 2018   | Teheran   | Aftab Enghelab          |
| 2023   | Astana    | Pałac sportu Kazachstan |
| 2024   | Teheran   | Aftab Enghelab          |

## Klasyfikacja medalowa
Stan po HMA 2024
| Klasyfikacja medalowa | Klasyfikacja medalowa        | Klasyfikacja medalowa | Klasyfikacja medalowa | Klasyfikacja medalowa | Klasyfikacja medalowa |
| --------------------- | ---------------------------- | --------------------- | --------------------- | --------------------- | --------------------- |
| Miejsce               | Kraj                         |                       |                       |                       |                       |
| 1                     | Chiny                        | 62                    | 43                    | 38                    | 143                   |
| 2                     | Kazachstan                   | 36                    | 33                    | 33                    | 102                   |
| 3                     | Katar                        | 28                    | 18                    | 12                    | 58                    |
| 4                     | Iran                         | 26                    | 40                    | 42                    | 108                   |
| 5                     | Japonia                      | 24                    | 18                    | 22                    | 64                    |
| 6                     | Indie                        | 16                    | 30                    | 23                    | 69                    |
| 7                     | Bahrajn                      | 14                    | 12                    | 9                     | 35                    |
| 8                     | Kuwejt                       | 11                    | 9                     | 5                     | 25                    |
| 9                     | Uzbekistan                   | 10                    | 10                    | 12                    | 32                    |
| 10                    | Kirgistan                    | 5                     | 5                     | 3                     | 13                    |
| 11                    | Arabia Saudyjska             | 5                     | 1                     | 2                     | 8                     |
| 12                    | Tajlandia                    | 3                     | 7                     | 9                     | 19                    |
| 13                    | Wietnam                      | 3                     | 3                     | 6                     | 12                    |
| 14                    | Chińskie Tajpej              | 2                     | 4                     | 4                     | 10                    |
| 15                    | Zjednoczone Emiraty Arabskie | 2                     | 4                     | 3                     | 9                     |
| 16                    | Oman                         | 2                     | 0                     | 1                     | 3                     |
| 17                    | Syria                        | 1                     | 5                     | 2                     | 8                     |
| 18                    | Hongkong                     | 1                     | 4                     | 3                     | 8                     |
| 19                    | Korea Południowa             | 1                     | 4                     | 1                     | 6                     |
| 20                    | Malezja                      | 1                     | 2                     | 2                     | 5                     |
| 21                    | Sri Lanka                    | 1                     | 1                     | 4                     | 6                     |
| 22                    | Bangladesz                   | 1                     | 1                     | 1                     | 3                     |
| 23                    | Irak                         | 0                     | 3                     | 1                     | 4                     |
| 24                    | Pakistan                     | 0                     | 1                     | 1                     | 2                     |
| 25                    | Indonezja                    | 0                     | 0                     | 4                     | 4                     |
| 26                    | Turkmenistan                 | 0                     | 0                     | 3                     | 3                     |
| 26                    | Filipiny                     | 0                     | 0                     | 3                     | 3                     |
| 28                    | Oman                         | 0                     | 0                     | 2                     | 2                     |
| 29                    | Liban                        | 0                     | 0                     | 1                     | 1                     |
| 29                    | Jordania                     | 0                     | 0                     | 1                     | 1                     |
| 29                    | Tadżykistan                  | 0                     | 0                     | 1                     | 1                     |
| 29                    | Korea Północna               | 0                     | 0                     | 1                     | 1                     |